# Masia Agullons S.L.
Masia Agullons S.L. és una empresa de Mediona (Alt Penedès) fundada el 2008 per Carles Rodríguez que produeix cervesa artesana. Estan associats al Gremi d'Elaboradors de Cervesa Artesana i Natural. Anualment des del 2005 organitzen juntament amb l'ajuntament la Mostra de la Cervesa Artesana de Mediona.
Produeixen 1000 litres de cervesa a la setmana amb la marca Ales Agullons i exporten a països com Bèlgica, Itàlia i des del 2011 als Estats Units. La microcervesaria produeix cinc tipus de cervesa diferents: Pura Pale, Edgard Pale Ale, Bruno Pale Ale, Runa Brown Ale y la Dalmoru. En dates assenyalades, produeixen tipus de cerveses especials com ara: la Nadal o la Cervesa Barrica i Barrica Merlot. Una altra tipus és la Setembre, que es passa un any en bóta i un altre dins l'ampolla abans de vendre-la, i la qual varen guanyar una menció internacional com la millor cervesa feta en bótes.